# Acianthera strupifolia
Acianthera strupifolia es una especie de orquídea epifita. Es originaria de Río de Janeiro a Santa Catarina, Brasil, anteriormente dependiente del género Pleurothallis.

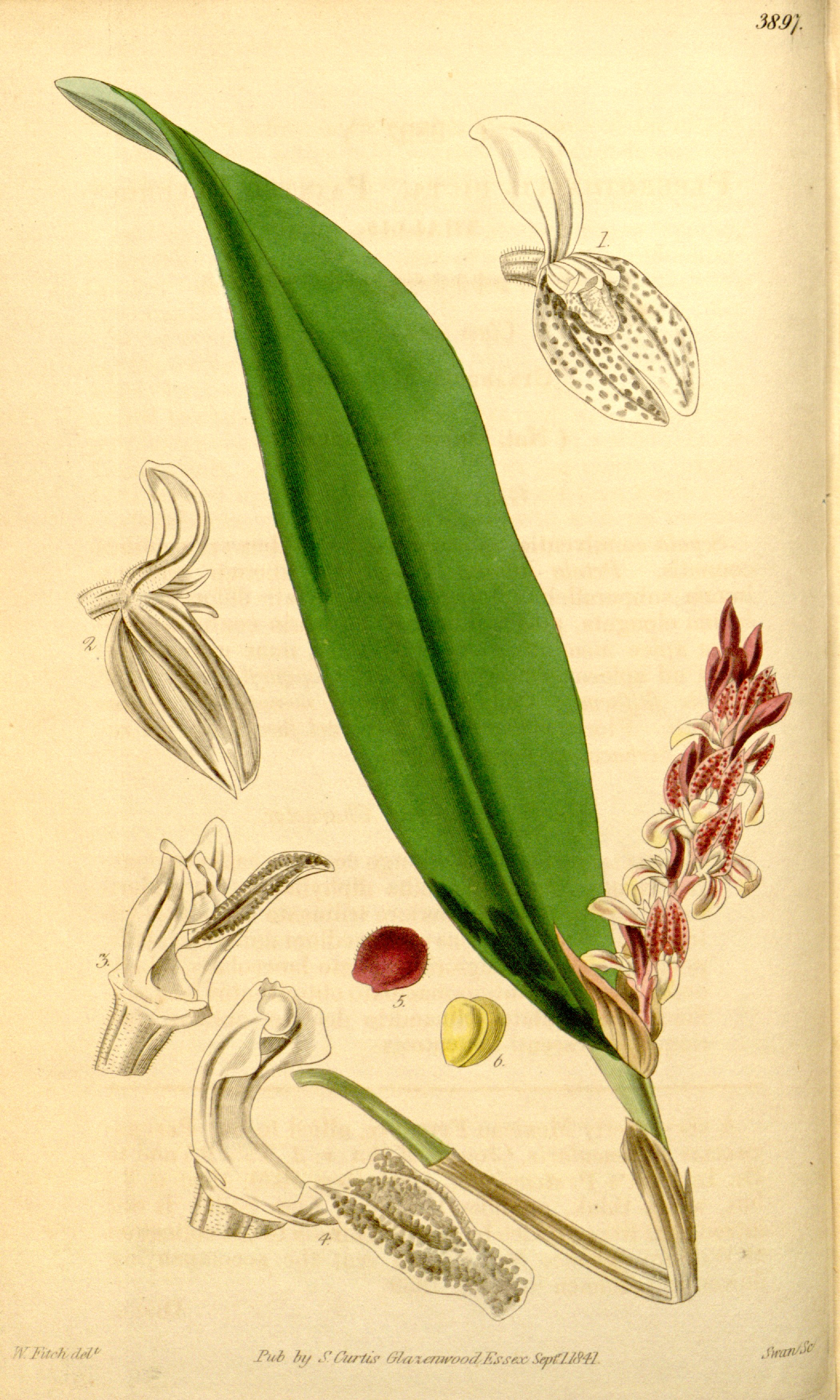
Ilustración

## Descripción
Planta colgante grande y robusta con tallos cilíndricos del mismo largo o más corto que las hojas, hojas grandes y gruesas, alargadas de color verde oscuro o púrpura con hasta cuatro inflorescencias por hoja, inflorescencias largas, pero mucho más cortas que la hoja con muchas flores de color púrpura pálido, los sépalos internos blancos y abiertos, que se destacan. Esta es una de las especies más llamativas entre las Pleurothallidinae de Brasil. La especie Acianthera dichroa descrita por Reichenbach, si es que es de Brasil, es probablemente su sinónimo o de lo contrario puede ser su nombre real Acianthera tikalensis , planta similar que sólo existe en América Central y México.

## Taxonomía
Acianthera strupifolia fue descrita por (Lindl.) Pridgeon & M.W.Chase y publicado en Lindleyana 16(4): 246. 2001.
Etimología
Acianthera: nombre genérico que es una referencia a la posición de las anteras de algunas de sus especies.
strupifolia: epíteto latín que significa "con forma de cinta".
Sinonimia
- Humboltia strupifolia (Lindl.) Kuntze
- Pleurothallis bicolor Lindl.
- Pleurothallis glaucophylla Hoehne
- Pleurothallis hookeri Regel
- Pleurothallis strupifolia Lindl.
- Restrepia liebmanniana Kraenzl.[4][5]